# Elzebach
Der Elzebach (auch Elsbach oder Elze genannt = alter Name für Erle) ist ein rechtsseitiger Zufluss des Cunewalder Wassers mit einer Länge von 3,8 km im südöstlichen Landkreis Bautzen (Sachsen).
In seinem Unterlauf bei Klipphausen (Ortsteil von Cunewalde) und von der Buschmühle (heute Sägewerk) abwärts säumen Erlen und Weiden das schmale Gewässer. In seinem Mittellauf, wo der Bach ein schmales Wiesenband durchfließt, ist er seit langem begradigt und ohne Ufergehölz, aber im Sommer mit einem schmalen Saum aus Mädesüß (Filipendula ulmaria), Blutweiderich (Lythrum salicaria) und Dunkelgrünem Weidenröschen (Epilobium obscurum) bewachsen. Im Oberlauf fließt er durch den Bautzner Stadtforst.
Er entwässert zusammen mit einem Bach vom Sornßiger Weg mit einzelnen Quelladern das niederschlagsreiche Waldgebiet am Südfuß des Hochsteins sowie des Steinberges. Einen weiteren Zufluss erhält er im Mittellauf vom Streitbuschweg am Czornebohhang. Im Oberlauf des Zuflusses befinden sich am Waldrand kleine Teiche. In Mittelcunewalde mündet er in das Cunewalder Wasser.